# 크즈 쿨레시
크즈 쿨레시(튀르키예어: Kız Kulesi)는 비잔틴 제국 시대의 중순에 만들어진 탑으로 튀르키예 이스탄불의 위스퀴다르의 작은 섬에 위치해있다.

## 역사
고대 그리스의 키지코스 해전 이후 아테나이의 장군 알키비아데스가 크리소폴리스(Χρυσόπολις, 현재의 이스탄불 위스퀴다르) 앞에 있는 작은 섬에 흑해에서 그리스로 통행하는 선박의 관세를 물리기 위해 세관을 만들었다고 전해진다. 이후, 1110년 비잔틴 제국의 황제 알렉시오스 1세 콤니노스가 돌로 둘러싼 목조탑을 건설했다. 이 탑과 콘스탄티노폴리스의 망가나에 위치한 다른 탑까지는 쇠사슬이 연결되어 있었다. 또한, 섬과 아시아 지역은 방어벽으로 연결이 되어 있었는데, 현재도 이 벽은 수면 아래에 남아있다. 1453년 오스만 제국이 콘스탄티노폴리스를 정복할 때, 탑은 베네치아 공화국 출신의 가브리엘레 트레비사노가 지휘하는 수비대가 지키고 있었다.

## 사진

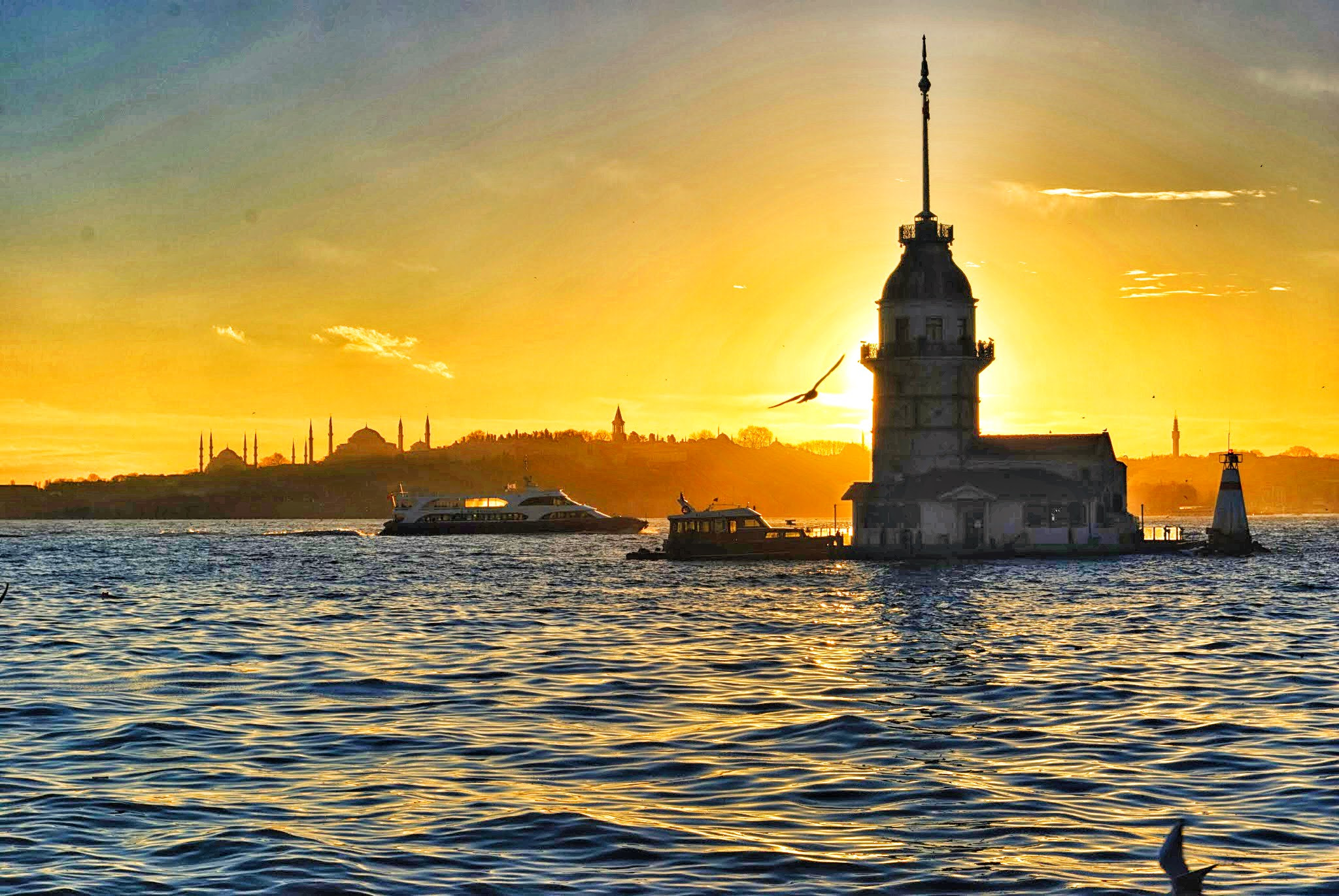
2014년 2월 석양이 지는 크즈 쿨레시
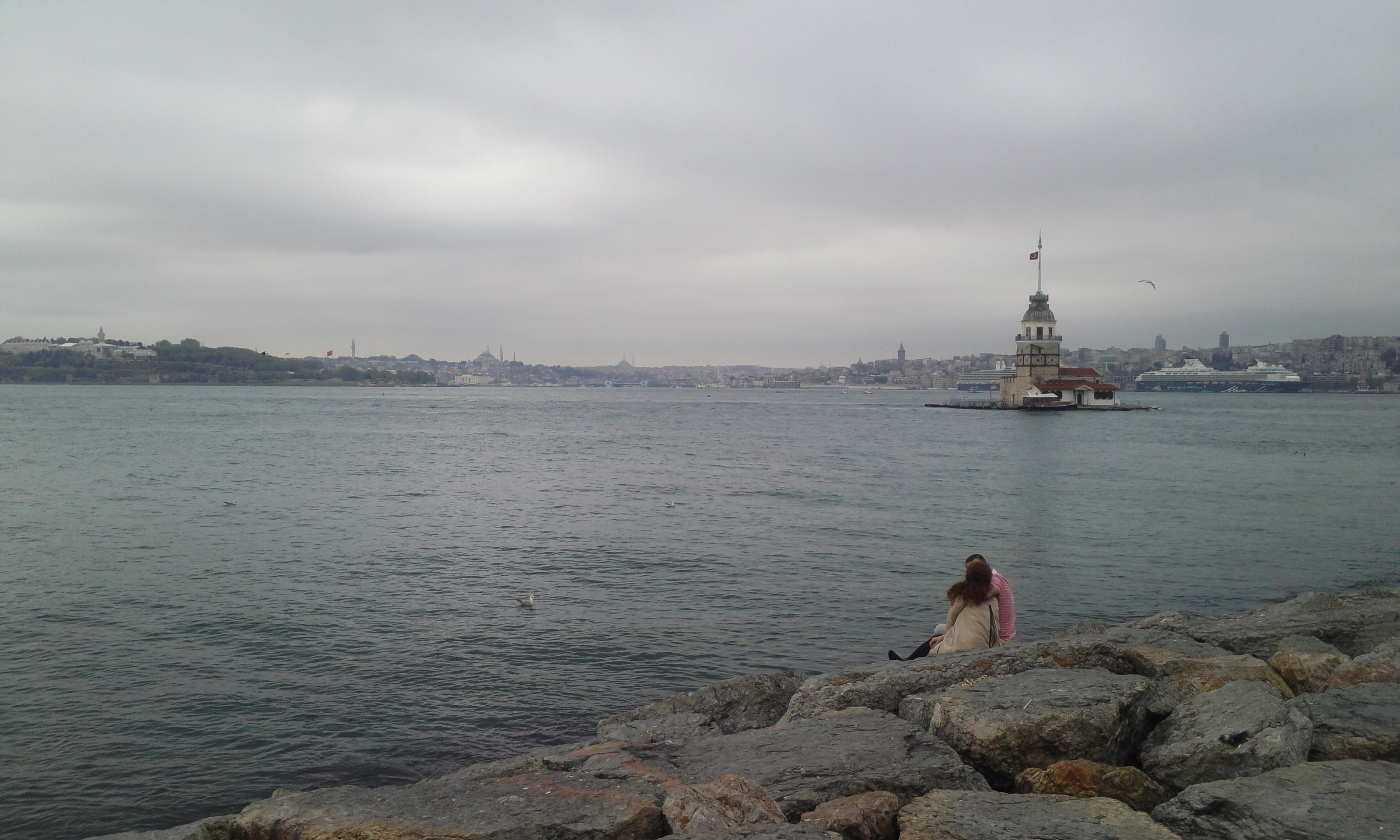
크즈 쿨레시와 커플